# Hey Mama (песен на Давид Гета)
Вижте пояснителната страница за други значения на Hey Mama.
„Hey Mama“ е песен на френския DJ Давид Гета с вокали на Биби Рекса и Ники Минаж.
Песента достига осмо място на класацията Hot 100. Прекара шест седмици в топ 10 на класацията Billboard Hot 100.
Официалният видеоклип е пуснат на 19 май 2015. Към юни 2017 видеото е получили над 1,1 милиарда гледания.
|  | Тази страница частично или изцяло представлява превод на страницата Hey Mama (David Guetta song) в Уикипедия на английски. Оригиналният текст, както и този превод, са защитени от Лиценза „Криейтив Комънс – Признание – Споделяне на споделеното“, а за съдържание, създадено преди юни 2009 година – от Лиценза за свободна документация на ГНУ. Прегледайте историята на редакциите на оригиналната страница, както и на преводната страница, за да видите списъка на съавторите. ВАЖНО: Този шаблон се отнася единствено до авторските права върху съдържанието на статията. Добавянето му не отменя изискването да се посочват конкретни източници на твърденията, които да бъдат благонадеждни. |